# قضاء طولكرم (فلسطين الانتدابية)
قضاء طولكرم الانتدابي (1920–1948) هو تقسيم إداري سابق في فلسطين التاريخية يعود لفترة للانتداب البريطاني (بين 1920 وحتى 1948)، مركزه مدينة طولكرم، وجاء بعد قضاء طولكرم العثماني وبنفس القرى والبلدات التابعة. يقع في الجزء الغربي لفلسطين على ساحل البحر الأبيض المتوسط، ويحاذيه من الشمال قضاء حيفا، ومن الشرق كل من قضاء جنين وقضاء نابلس، ويقع كل من قضاء الرملة وقضاء يافا إلى الجنوب.

## التاريخ
جاء قضاء طولكرم الانتدابي عام 1920 استكمالًا لقضاء طولكرم العثماني (1884م–1920م) بدون اختلافات جوهرية تُذكر، حيث ضم  قضاء طولكرم الانتدابي نفس قرى وبلدات قضاء طولكرم العثماني، وبعد نكبة 1948 وقعت مجموعة كبيرة من هذه القرى والبلدات تحت السيطرة الإسرائيلية.

أقضية فلسطين الانتدابية وضمنها قضاء طولكرم.

### القرى الباقية في المناطق المحتلة 1948
فيما لم يُحتل القسم الشرقي من قضاء طولكرم سنة 1948، خُسرت غالبية المناطق الوسطى الممتدة بين القسم الشرقي والشريط الساحلي للقضاء بغالبيتها نتيجة إتفاقية رودس ومنها:
كفر قاسم، قلنسوة، والطيبة، والطيرة، وباقة الغربية، وجت، وإبثان، ويمه، وبئر السكة (زيمر)، والمرجة، جلجولية، كفر برا.

### القرى المهدمة في المناطق المحتلة 1948
وهي جميع قرى ومناطق قضاء طولكرم الساحلية والقريبة مـن الساحل في أقصى غرب القضاء وهي سهلية ووفيرة المياه والأخصب تربة وهي:
أم خالد، وقاقون، ورمل زيتا، ووادي الحوارث (الشمالي والجنوبي)، وغابات كفر صور، والمنشية، وعرب النفيعات، ووادي القباني، وبيارات حنون، وخربة الزبابدة (غابة كفر زيباد)، وخربة بيت ليد، ومسكة، وغابة مسكة وغابة تبصر (خربة عزون)، وكفر سابا، وبركة رمضان (بصة الفالق/ بصة إم العلق)، وخربة المجدل، وخربة الجلمة، وفرديسيا، وخربة زلفة، غابة/ خربة كفر عبوش، غابة جيوس، رمل عتيل، خربة خريش وغيرها.

### احتلال القضاء
بلغت مساحة قضاء طولكرم 835 كم² حسب تقسيم الإنتداب، أُحتل منها 502 كم² سنة 1948؛ وبلغت مساحة القضاء 333 كم² بعد النكبة.

## السكان اليوم

### السكان المهجرين
يعيش ما يزيد عن 70% من اللاجئين من سكان قضاء طولكرم في مخيم طولكرم،
ويشكل اللاجئين من قاقون ووادي الحوارث أكثر من 50% من اللاجئين المسجلين من قضاء طولكرم في الضفة الغربية.